# Piąty maja 1821. Oda na śmierć Napoleona

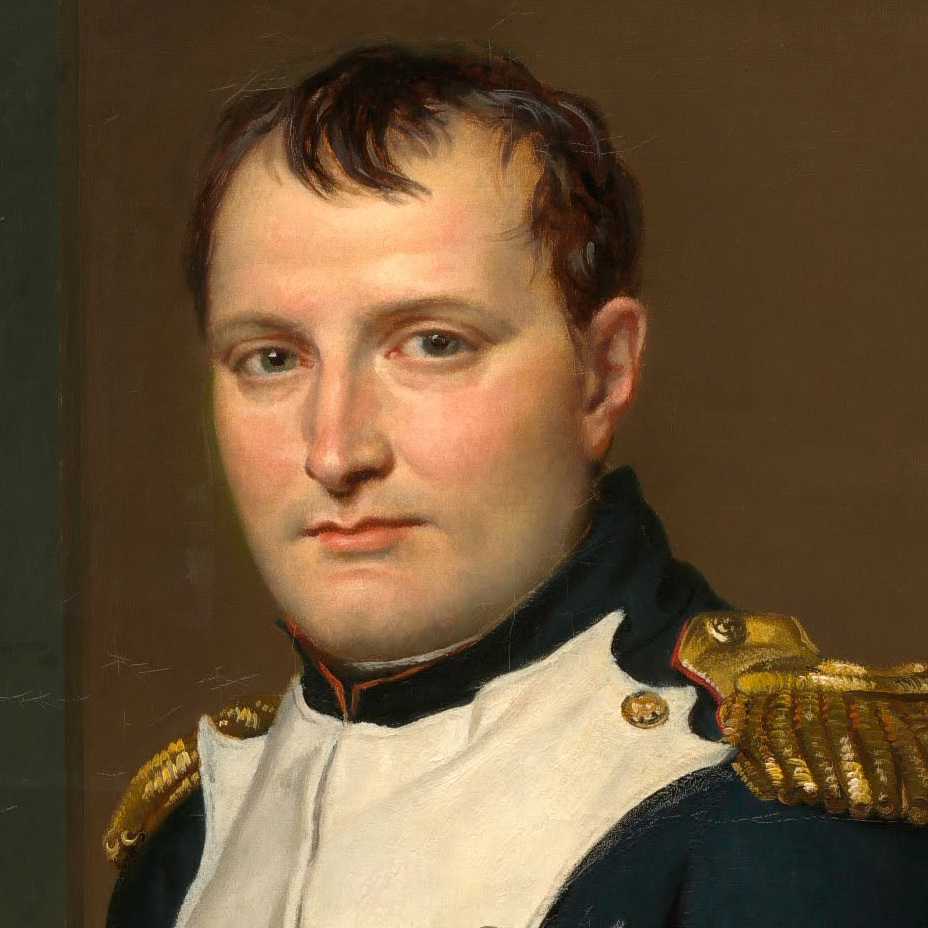
Napoleon Bonaparte (1769-1821)

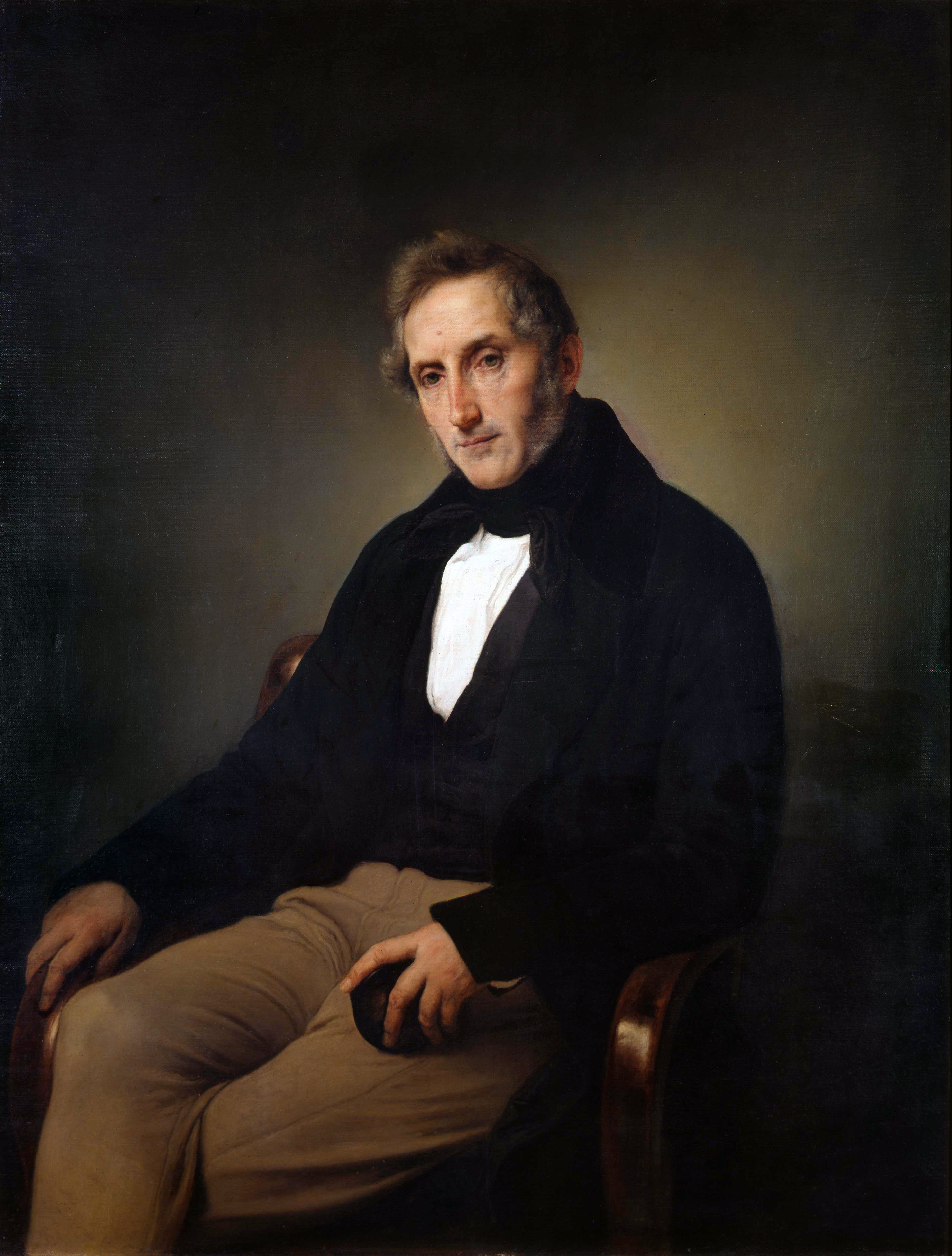
Francesco Hayez, portret Alessandra Manzoniego

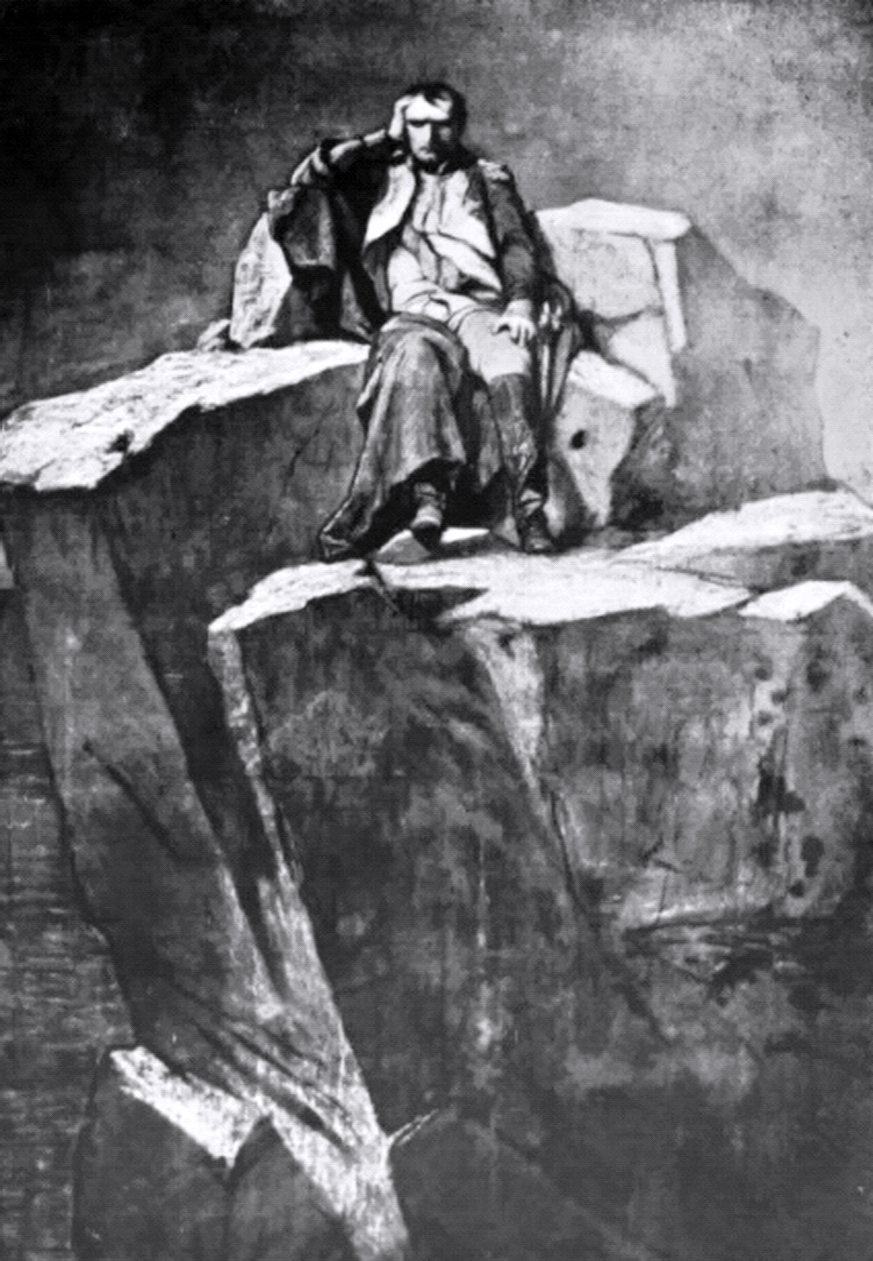
Napoleon na wyspie Świętej Heleny

Piąty maja 1821. Oda na śmierć Napoleona (wł. Il cinque maggio. Ode) – utwór poetycki włoskiego prozaika i poety Alessandra Manzoniego, poświęcony Napoleonowi Bonapartemu, który zmarł w angielskiej niewoli 5 maja 1821 na Wyspie Świętej Heleny. 

## Forma
Poemat napisany jest przy użyciu strofy sześciowersowej. Składa się z osiemnastu zwrotek i liczy ogółem sto osiem wersów. Linijki są siedmiozgłoskowe. Zwrotki rymują się w parach abcbde fghgie.

Ei fu. Siccome immobile,
Dato il mortal sospiro,
Stette la spoglia immemore
Orba di tanto spiro,
Così percossa, attonita
La terra al nunzio sta,
Muta pensando all’ultima
Ora dell’uom fatale;
Nè sa quando una simile
Orma di piè mortale
La sua cruenta polvere
A calpestar verrà.

## Treść
Oda Manzoniego uchodzi za jeden z najważniejszych literackich ech śmierci byłego władcy Francji. Kontrowersyjny cesarz Francuzów wywoływał u poety i pewnej części Włochów sympatię jako ten, który zwyciężał Austriaków. Utwór powstał między 16 a 19 lipca, czyli zaraz po tym, jak do poety dotarła wiadomość o zgonie Bonapartego. Według anegdoty poeta prosił swoją żonę Henriettę, będącą wtedy w ciąży, żeby grała na fortepianie, kiedy on pisze, aby zapewnić mu odpowiednie natchnienie. 

## Przekład
Na język polski odę Manzoniego przełożył Józef Jankowski. Jego tłumaczenie ukazało się w antologii Piotra Chmielowskiego i Edwarda Grabowskiego Obraz literatury powszechnej. Tłumacz zastosował zasadniczo strofę 9/9/9/9/9/6/9/9/9/9/9/6.

Był! — i ostatnie wydał tchnienie —
I oto ziemia pozbawiona
Zasobnych drgnień jednego łona,
Stanęła — zda się sama kona,
Wsłuchana w taką wieść...
I tajną głębię spraw przenika —
I przeznaczenie swoje waży,
I nie wie, czy się w losach zdarzy,
By kiedy stopa śmiertelnika
Zdołała w blaskach jej ołtarzy
Podobny tuman wznieść.

Na język angielski wiersz przetłumaczył William Dean Howells. Inne tłumaczenie opublikował w magazynie The Knickerbocker William Peter.

He passed: and as immovable
As, with the last sigh given,
Lay his own clay, oblivious,
From that great spirit riven,
So the world stricken and wondering
Stands at the tidings dread;
Mutely pondering the ultimate
Hour of that fateful being,
And in the vast futurity
No peer of his foreseeing
Among the countless myriads
Her blood-stained dust that tread.